# Bebelis longipennis
Bebelis longipennis är en skalbaggsart som först beskrevs av Bates 1885. Bebelis longipennis ingår i släktet Bebelis och familjen långhorningar.
Artens utbredningsområde är:
- Costa Rica.
- Guatemala.
- Honduras.
- Panama.

Inga underarter finns listade.